# Las Chinacas
Las Chinacas es una pequeña población del estado mexicano de Chihuahua y que forma parte del municipio de Chínipas; se encuentra en el extremo suroeste del estado, casi en los límites con los estados de Sonora y Sinaloa.

## Localización y demografía
Las Chinacas se localiza en las coordenadas geográficas 27°14′34″N 108°38′50″O / 27.24278, -108.64722 y a una altitud de 1 538 metros sobre el nivel del mar. La comunidad es una de las localidades más aisladas del estado de Chihuahua pues se encuentra a unos 600 kilómetros al suroeste de la capital del estado y sus vías de comunicación son pocas e intrincadas. 
Su única vía de comunicación es una carretera de terracería que la une hacia el norte con la cabecera municipal, Chínipas, distante unos 20 kilómetros, este camino la una también con la comunidad de Gorogachi y hacia el sur con las de Milpillas y Tecorahui; además cuenta con caminos de orden vecinal que lo unen con el estado de Sonora, cuyo límite se encuentra a solo dos kilómetros de la comunidad y que la comunican con poblaciones sonorenses como Taymuco, Álamos y Navojoa. Esta cercanía y facilidad de comunicación tienen como resultado que la mayoría de la población tenga una relación más cercana con las localidades de Sonora que con las de Chihuahua.
De acuerdo con el Censo de Población y Vivienda realizado por el Instituto Nacional de Estadística y Geografía en 2010, la población total de Las Chinacas es de 308 habitantes, de los cuales 164 son hombres y 144 son mujeres.

## Actualidad
De acuerdo a versiones periodísticas, el 19 de septiembre de 2015 la comunidad sufrió el ataque de un comando de sicarios que saquearon e incendiaron casas habitación y causaron varias muertes, tanto en Las Chinacas como en la comunidad cercana de Milpillas; en consecuencia, entre 600 y 700 familias huyeron de ambas comunidades hacia el estado de Sonora.
Sin embargo, las autoridades estatales encabezadas por el secretario general de Gobierno y el fiscal general del estado de Chihuahua, negaron el éxodo de población, señalando que existieron los enfrentamientos pero que el ejército mexicano ya se encontraba resguardando las comunidades.
Un nuevo enfrentamiento del mismo tipo fue reportado como ocurrido el 16 de marzo de 2016, con el saldo de vehículos y vivienda incendiadas y la posible muerte de una menor de edad.
La situación vivida por la población es análoga a las ocurridas en años previos en comunidades como Jicamorachi y Mesa de la Simona.